# Церковь Иоанна Богослова (Старая Некрасовка)
Церковь Иоанна Богослова  —храм Киевской и всея Украины епархии (Украинской архиепископии) Русской православной старообрядческой церкви в селе Старая Некрасовка Измаильского района Одесской области. Колокольня храма является памятником архитектуры национального значения.

## История
Село Старая Некрасовка было основано старообрядцами-некрасовцами в 1811—1812 годах. Уже с 1812 года возле села действовал Измаильский Свято-Никольский старообрядческий монастырь, закрытый в 1829 году.
В 1838 году жителям Старой Некрасовки удалось получить разрешение властей на постройку новой церкви. При ней имелось пять колоколов общим весом не более 30 пудов. В 1860 году, после присоединения Южной Бессарабии к Молдавскому княжеству, была построена колокольня.
В 1931 году проведены работы по расширению храма. Для того чтобы не прерывать богослужений, фундамент и стены новой церкви выстроили по периметру старой, а после старые стены были разобраны и вынесены изнутри. В 1938 году был установлен новый купол. В 2006 году из церкви было украдено 16 икон. В 2018 году был установлен новый купол, изготовленный на средства  прихожан и Благотворительного фонда Александра Урбанского «Придунавье».

## Галерея

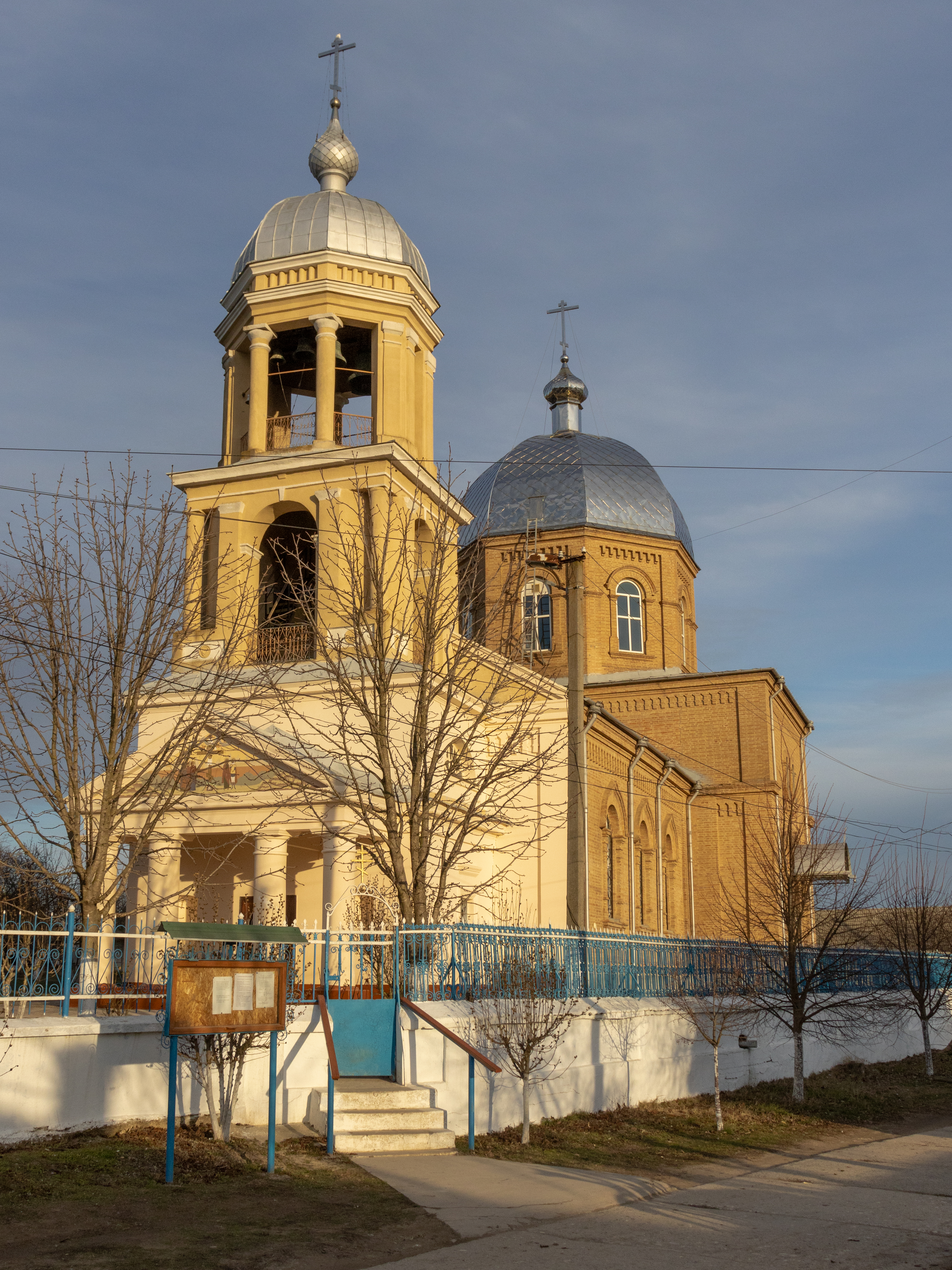
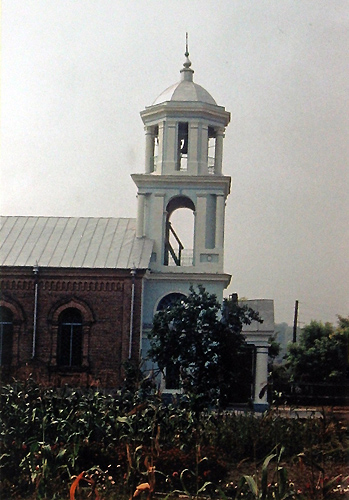